# 井川池田インターチェンジ
井川池田インターチェンジ（いかわいけだインターチェンジ）は、徳島県三好市井川町西井川にある徳島自動車道のインターチェンジである。三好市街や大歩危の最寄りインターチェンジ。

## 接続する道路
- 国道32号
- 国道192号

## 周辺
- 吉野川

当ICの東は吉野川橋で、西は池田へそっ湖大橋で吉野川を渡る。

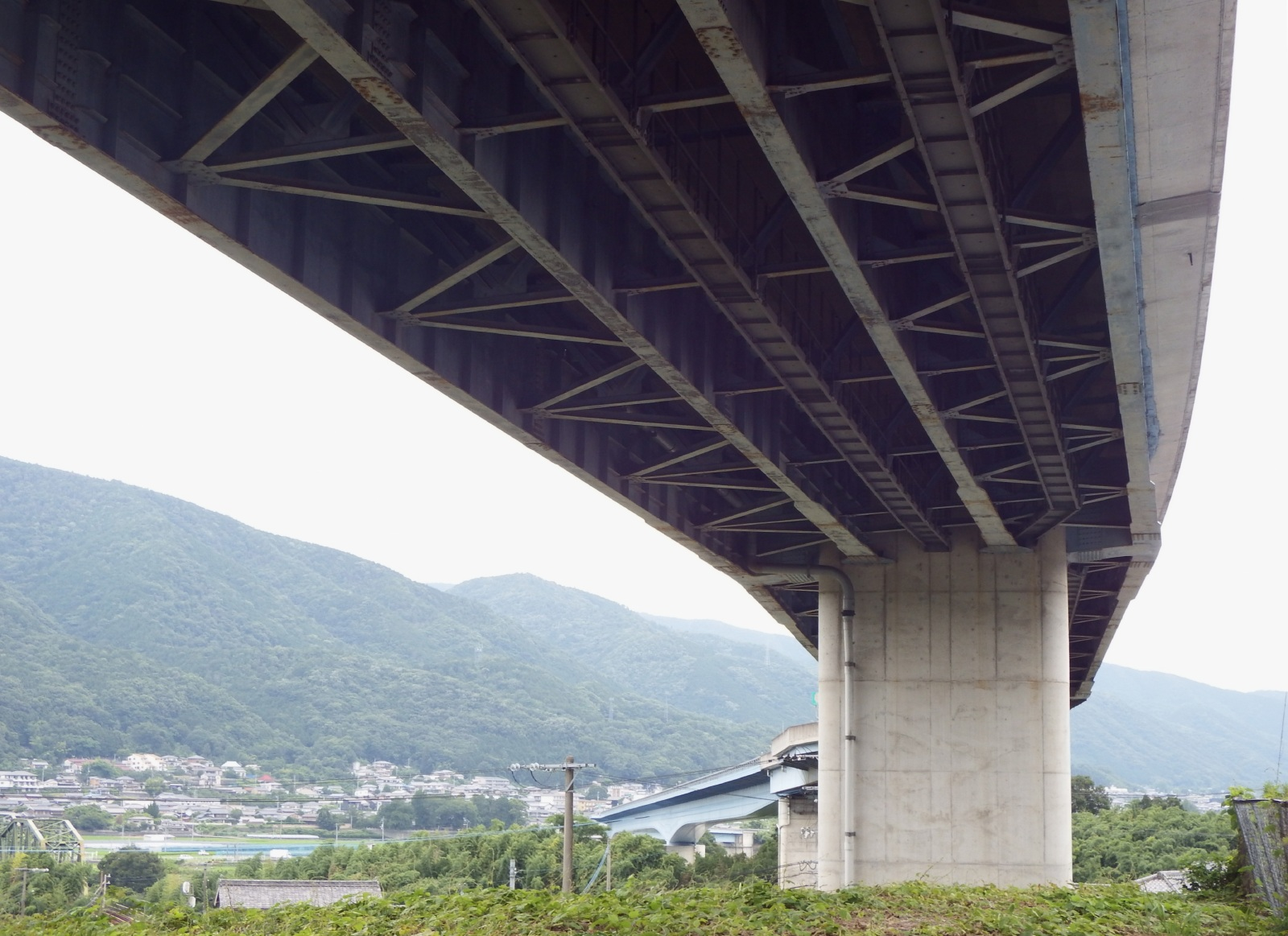
吉野川橋
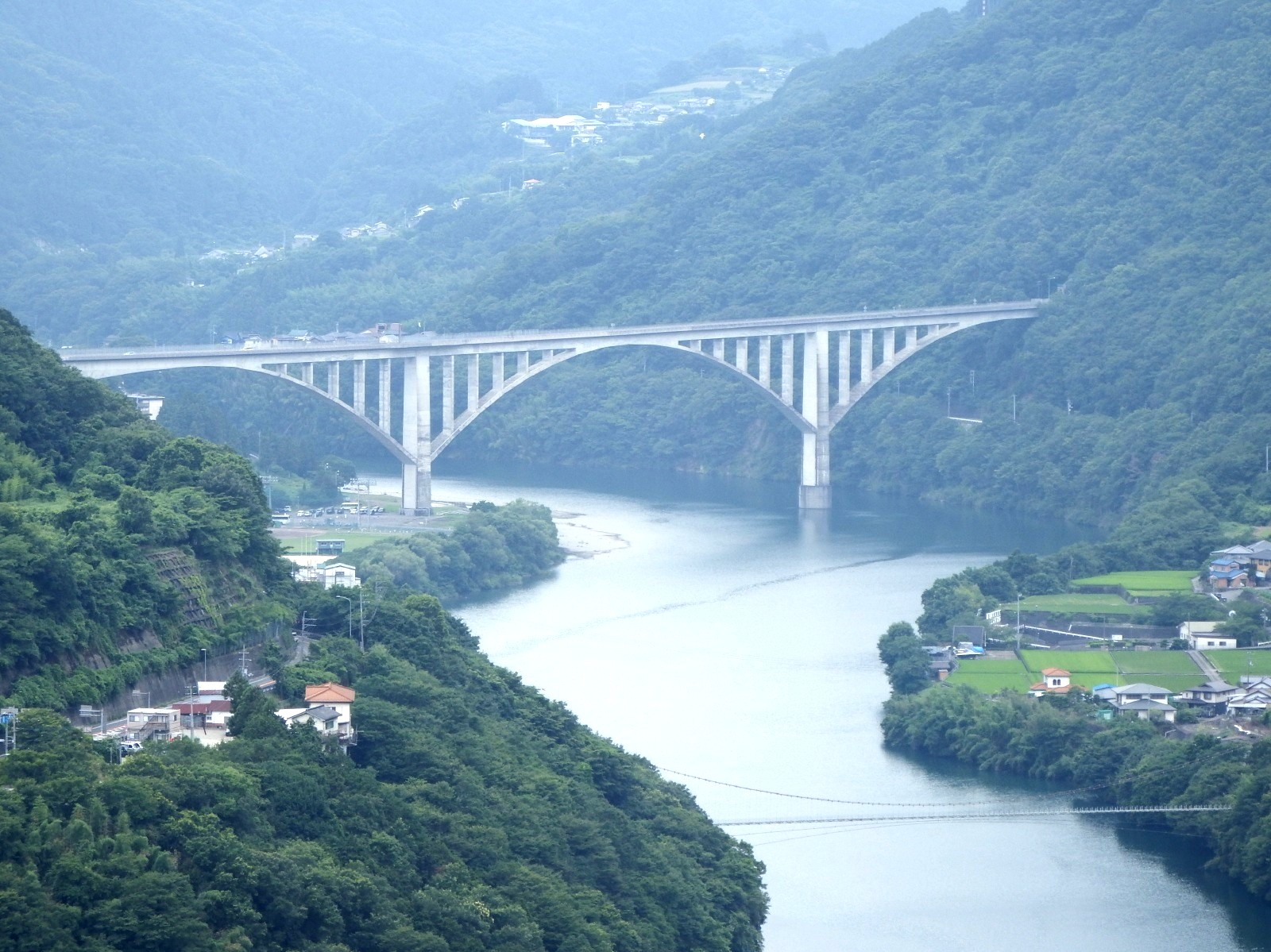
池田へそっ湖大橋

- 四国別格二十霊場 第15番札所 箸蔵寺

## 料金所

### 入口
- ブース数 : 2

2ブースともETC専用および一般またはETC・一般の可変式ブース

### 出口
- ブース数 : 2
  - ETC専用および一般またはETC・一般の可変式 : 1
  - 一般（精算機） : 1

## 隣
E32 徳島自動車道
(5) 美馬IC - 吉野川SA/スマートIC - (6) 井川池田IC - 池田PA - (7) 川之江東JCT